# Elena Šoltésová
Elena Šoltésová, nata Maróthy, (Krupina, 6 gennaio 1855 – Martin, 11 febbraio 1939), è stata una scrittrice slovacca.

## Biografia
Elena Maróthy era figlia di Daniel Maróthy, pastore protestante e scrittore, e di sua moglie Karolína nata Hudecová, di cui rimase orfana in tenera età. Era sorella di Ľudovít Maróthy, come il padre pastore protestante e scrittore.
Frequentò le scuole a Ľuboreč, e in seguito nelle sezioni femminili tedesche delle scuole di Lučenec e Poprad. In seguito alle nozze con il commerciante Ľudovít Michal Šoltés si stabilì nel 1875 a Martin, ove si poté dedicare alle attività letterarie, culturali e sociali. Fu un membro della dirigenza del circolo Živena, di cui divenne in seguito vicepresidentessa e poi presidentessa per lunghi anni dal  1894 al 1927. Nel 1910 si impegnò nella fondazione di Lipa, una società per azioni che forniva lavoro alle ricamatrici slovacche tradizionali e provvedeva alla commercializzazione dei loro manufatti. Sotto la guida della Šoltésová Živena gestì alcune scuole familiari e corsi per ragazze. Nonostante i periodi difficili della sua vita, sopravvisse infatti ad entrambi i suoi figli: la figlia morì ottenne, il figlio trentatreenne, riuscì a realizzare una vasta attività editoriale, rivolta soprattutto alle donne. Nella sua eclettica attività fu pioniera in diversi campi, ma soprattutto fu considerata una guida riconosciuta del movimento femminile slovacco.
Un film documentario sulla sua vita Elena Maróthy-Šoltésová fu girato nel 2002 dal regista Fedor Bartko.

## Opere
- 1881 – Na dedine ("Nel villaggio"), racconto, pubblicato sul giornale Slovenské pohľady
- 1882 – Prípravy na svadbu ("I preparativi alle nozze"), pubblicato sul giornale Slovenské pohľady
- 1882 – Dozvuky k poslednému valnému zhromaždeniu Živeny ("Conclusioni dell'ultima assemblea generale di Živena")
- 1885 – Úloha Živeny ("Il compito di Živena)
- 1885 – Umierajúce dieťa ("Il bambino morente"), resoconto della malattia e della morte della figlia Elenka, pubblicato sull'almanacco Živena
- 1891 – V čiernickej škole, pubblicato sul giornale Slovenské pohľady
- 1894 – Proti prúdu ("Controcorrente"), romanzo in due parti
- 1895 – O románe Proti prúdu, articolo in cui presenta il suo romanzo, pubblicato sul giornale Národnie noviny
- 1896 – Prvé previnenie ("La prima colpevolezza"), novella, pubblicata sugli annali di Živena
- 1898 – Popolka ("La cenere"), novella
- 1898 – O vplyve zábavného čítania ("Sullo sviluppo della lettura per diletto"), articolo pubblicato sul giornale Národnie noviny
- 1902 – Za letného večera ("Dopo una cena d'estate"), novella, pubblicata sugli annali di Živena
- 1913 / 1917 – Môj syn ("Mio figlio"), memorie
- 1923 / 1924 – Moje deti ("I miei bambini"), opera che comprende Umierajúce dieťa e Môj syn, biografia dei figli e in larghi tratti autobiografia, tradotta in varie lingue
- 1925 – Sedemdesiat rokov života ("Settant'anni di vita"), memorie